# ام‌جی ۱۴/۴۰
ام‌جی ۱۴/۴۰ (MG 14/40) خودرویی است که در سال‌های ۱۹۲۷–۱۹۲۹۷۰۰ approx تولید شده‌است.
این خودرو در کلاس خودرو اسپورت قرار گرفته، است.
موتور آن ۱۸۰۲ سی‌سی سیستم جعبه‌دندهٔ آن به صورت دستی است.